# Major League Soccer (2016)
Major League Soccer w roku 2016 był dwudziestym pierwszym sezonem tych rozgrywek. Po raz pierwszy w historii mistrzem MLS został klub Seattle Sounders, natomiast wicemistrzem Toronto FC.

## Sezon zasadniczy

### Konferencja Wschodnia
| #   | Drużyna                | M  | Z  | R  | P  | Bramki | Punkty | Uwagi                                                  |
| --- | ---------------------- | -- | -- | -- | -- | ------ | ------ | ------------------------------------------------------ |
| 1.  | New York Red Bulls     | 34 | 16 | 9  | 9  | 61:44  | 57     | Play Off - Ćwierćfinał & Liga Mistrzów CONCACAF (2018) |
| 2.  | New York City FC       | 34 | 15 | 9  | 10 | 62:57  | 54     | Play Off - Ćwierćfinał                                 |
| 3.  | Toronto FC             | 34 | 14 | 11 | 9  | 51:39  | 53     | Play Off - 1/8 finału                                  |
| 4.  | D.C. United            | 34 | 11 | 13 | 10 | 53:47  | 46     | Play Off - 1/8 finału                                  |
| 5.  | Montreal Impact        | 34 | 11 | 12 | 11 | 49:53  | 45     | Play Off - 1/8 finału                                  |
| 6.  | Philadelphia Union     | 34 | 11 | 9  | 14 | 52:55  | 42     | Play Off - 1/8 finału                                  |
| 7.  | New England Revolution | 34 | 11 | 9  | 14 | 44:54  | 42     |                                                        |
| 8.  | Orlando City SC        | 34 | 9  | 14 | 11 | 55:60  | 41     |                                                        |
| 9.  | Columbus Crew          | 34 | 8  | 12 | 14 | 50:58  | 36     |                                                        |
| 10. | Chicago Fire           | 34 | 7  | 10 | 17 | 42:58  | 31     |                                                        |

### Konferencja Zachodnia
| #   | Drużyna                | M  | Z  | R  | P  | Bramki | Punkty | Uwagi                                                  |
| --- | ---------------------- | -- | -- | -- | -- | ------ | ------ | ------------------------------------------------------ |
| 1.  | FC Dallas              | 34 | 17 | 9  | 8  | 50:40  | 60     | Play Off - Ćwierćfinał & Liga Mistrzów CONCACAF (2018) |
| 2.  | Colorado Rapids        | 34 | 15 | 13 | 6  | 39:32  | 58     | Play Off - Ćwierćfinał                                 |
| 3.  | Los Angeles Galaxy     | 34 | 12 | 16 | 6  | 54:39  | 52     | Play Off - 1/8 finału                                  |
| 4.  | Seattle Sounders FC    | 34 | 14 | 6  | 14 | 44:43  | 48     | Play Off - 1/8 finału                                  |
| 5.  | Sporting Kansas City   | 34 | 13 | 8  | 13 | 42:41  | 47     | Play Off - 1/8 finału                                  |
| 6.  | Real Salt Lake         | 34 | 12 | 10 | 12 | 44:46  | 46     | Play Off - 1/8 finału                                  |
| 7.  | Portland Timbers       | 34 | 12 | 8  | 14 | 48:53  | 44     |                                                        |
| 8.  | Vancouver Whitecaps FC | 34 | 10 | 9  | 15 | 45:52  | 39     |                                                        |
| 9.  | San Jose Earthquakes   | 34 | 8  | 14 | 12 | 32:40  | 38     |                                                        |
| 10. | Houston Dynamo         | 34 | 7  | 13 | 14 | 39:45  | 34     |                                                        |

Aktualne na 11 kwietnia 2018. Źródło:
Zasady ustalania kolejności: 1. liczba zdobytych punktów; 2. różnica zdobytych bramek; 3. większa liczba zdobytych bramek.

## Play off
Ćwierćfinale i półfinale rozgrywano dwumecze. 1/8 finału i finał rozgrywano w formie pojedynczego meczu. Gdy rywalizacja w dwumeczu ćwierćfinałowym oraz półfinału jak i w meczach 1/8 finału oraz finałowym był remis, rozgrywano dogrywkę 2 x 15 minut.

### 1/8 finału
| 126 października 2016 | Toronto FC                                                       | 3:1   | Philadelphia Union                                                                  |                                                            |
| 19:30 EDT             | Sebastian Giovinco 15' · Jonathan Osorio 48' · Jozy Altidore 85' | (1:0) | 73' Alejandro Bedoya                                                                | BMO Field, Toronto Widzów: 21 759 Sędzia: Baldomero Toledo |
| 19:30 EDT             | Michael Bradley 14' · Jozy Altidore 45+1'                        | (1:0) | 25' C.J. Sapong · 43' Alejandro Bedoya · 86' Tranquillo Barnetta · 90' Ken Tribbett | BMO Field, Toronto Widzów: 21 759 Sędzia: Baldomero Toledo |

| 327 października 2016 | D.C. United                          | 2:4   | Montreal Impact                                                 |                                                                  |
| 19:30 EDT             | Lamar Neagle 90' · Taylor Kemp 90+4' | (0:2) | 4' Laurent Ciman · 43', 58' Matteo Mancosu · 83' Ignacio Piatti | RFK Stadium, Waszyngton D.C. Widzów: 12 773 Sędzia: Jair Marrufo |

| 427 października 2016 | Seattle Sounders   | 1:0   | Sporting Kansas City                                          |                                                                             |
| 22:00 EDT             | Nelson Valdez 88'  | (0:0) |                                                               | CenturyLink Field, Seattle, Waszyngton Widzów: 36 151 Sędzia: Ismail Elfath |
| 22:00 EDT             | Osvaldo Alonso 32' | (0:0) | 63' Seth Sinovic · 71' Benny Feilhaber · 90+3' Roger Espinoza | CenturyLink Field, Seattle, Waszyngton Widzów: 36 151 Sędzia: Ismail Elfath |

### Ćwierćfinał

#### Para nr 1
| 130 października 2016 | Montreal Impact    | 1:0   | New York Red Bulls                                |                                                             |
| 15:00 EDT             | Matteo Mancosu 61' | (0:0) |                                                   | Stade Saputo, Montreal Widzów: 15 027 Sędzia: Robert Sibiga |
| 15:00 EDT             | Hassoun Camara 13' | (0:0) | 13' Felipe Campanholi Martins · 90+3' Omer Damari | Stade Saputo, Montreal Widzów: 15 027 Sędzia: Robert Sibiga |

| 26 listopada 2016 | New York Red Bulls                                                   | 1:2   | Montreal Impact                                         |                                                                              |
| 16:00 EST         | Bradley Wright-Phillips 77'                                          | (0:0) | 51', 85' Ignacio Piatti                                 | Red Bull Arena, Harrison, New Jersey Widzów: 24 314 Sędzia: Baldomero Toledo |
| 16:00 EST         | Felipe Campanholi Martins 19' · Dax McCarty 74' · Sacha Kljestan 89' | (0:0) | 56' Evan Bush · 63' Laurent Ciman · 90+2' Johan Venegas | Red Bull Arena, Harrison, New Jersey Widzów: 24 314 Sędzia: Baldomero Toledo |

Dwumecz wygrało Montreal Impact wynikiem 3:1.

#### Para nr 2
| 130 października 2016 | Toronto FC                                 | 2:0   | New York City                                                                                    |                                                           |
| 19:00 EDT             | Jozy Altidore 84' · Tosaint Ricketts 90+2' | (0:0) |                                                                                                  | BMO Field, Toronto Widzów: 28 220 Sędzia: Silviu Petrescu |
| 19:00 EDT             | Armando Cooper 23'                         | (0:0) | 33' Jack Harrison · 44' Maxime Chanot · 58' Mikey Lopez · 65' Federico Bravo · 73' Frank Lampard | BMO Field, Toronto Widzów: 28 220 Sędzia: Silviu Petrescu |

| 26 listopada 2016 | New York City | 0:5   | Toronto FC                                                                      |                                                                         |
| 18:30 EDT         |               | (0:3) | 6', 20' (k), 90+1' Sebastian Giovinco · 30' Jozy Altidore · 50' Jonathan Osorio | Yankee Stadium, Nowy Jork, Nowy Jork Widzów: 28 355 Sędzia: Kevin Stott |

Dwumecz wygrało Toronto FC wynikiem 7:0.

#### Para nr 3
| 26 listopada 2016 | Colorado Rapids                                 | 1:0 k. 3:1         | Los Angeles Galaxy                                                     |                                                                                        |
| 14:00 EST         | Shkëlzen Gashi 36'                              | (1:0, 1:0, k. 3:1) |                                                                        | Dick's Sporting Goods Park, Commerce City, Kolorado Widzów: 17 782 Sędzia: Mark Geiger |
| 14:00 EST         | Shkëlzen Gashi 30' · Sam Cronin 57'             | (1:0, 1:0, k. 3:1) | 112' Baggio Hušidić                                                    | Dick's Sporting Goods Park, Commerce City, Kolorado Widzów: 17 782 Sędzia: Mark Geiger |
| 14:00 EST         | · Kevin Doyle · Sébastien Le Toux · Marco Pappa | Rzuty karne        | · Steven Gerrard · Giovani dos Santos · Ashley Cole · Jeff Larentowicz | Dick's Sporting Goods Park, Commerce City, Kolorado Widzów: 17 782 Sędzia: Mark Geiger |

W dwumeczu padł remis 1:1. O awansie zdecydował konkurs rzutów karnych, który wygrało Colorado Rapids wynikiem 3:1.

#### Para nr 4
| 130 października 2016 | Seattle Sounders                              | 3:0   | FC Dallas |                                                                               |
| 21:30 EDT             | Tesho Akindele 50' · Nicolás Lodeiro 55', 58' | (0:0) |           | CenturyLink Field, Seattle, Waszyngton Widzów: 37 073 Sędzia: Ricardo Salazar |
| 21:30 EDT             | 85' Maynor Figueroa                           | (0:0) |           | CenturyLink Field, Seattle, Waszyngton Widzów: 37 073 Sędzia: Ricardo Salazar |

| 26 listopada 2016 | FC Dallas                                   | 2:1   | Seattle Sounders                      |                                                                       |
| 21:00 EST         | Tesho Akindele 25' · Maximiliano Urruti 56' | (1:0) | 54' Nicolás Lodeiro                   | Toyota Stadium, Frisco, Teksas Widzów: 14 878 Sędzia: Hilario Grajeda |
| 21:00 EST         | Atiba Harris 27'                            | (1:0) | 27' Cristian Roldan · 67' Stefan Frei | Toyota Stadium, Frisco, Teksas Widzów: 14 878 Sędzia: Hilario Grajeda |

Dwumecz wygrało Seattle Sounders wynikiem 3:1.

### Półfinał

#### Para nr 1
| 122 listopada 2016 | Montreal Impact                                              | 3:2   | Toronto FC                              |                                                                   |
| 20:00 EST          | Dominic Oduro 10' · Matteo Mancosu 12' · Ambroise Oyongo 53' | (2:0) | 68' Jozy Altidore · 73' Michael Bradley | Stadion Olimpijski w Montrealu Widzów: 61 004 Sędzia: Juan Guzman |

| 230 listopada 2016 | Toronto FC                                                                                              | 5:2 (pd.)  | Montreal Impact                        |                                                        |
| 19:00 EST          | Armando Cooper 37' · Jozy Altidore 45' · Nick Hagglund 68' · Benoît Cheyrou 98' · Tosaint Ricketts 100' | (2:1, 3:2) | 34' Dominic Oduro · 53' Ignacio Piatti | BMO Field, Toronto Widzów: 36 000 Sędzia: Jair Marrufo |
| 19:00 EST          | 8' Laurent Ciman · 82' Hassoun Camara                                                                   | (2:1, 3:2) |                                        | BMO Field, Toronto Widzów: 36 000 Sędzia: Jair Marrufo |

Dwumecz wygrało Toronto FC wynikiem 7:5.

#### Para nr 2
| 122 listopada 2016 | Seattle Sounders                                  | 2:1   | Colorado Rapids |                                                                           |
| 21:35 EST          | Jordan Morris 19' · Nicolás Lodeiro 61' (k)       | (1:1) | 13' Kevin Doyle | CenturyLink Field, Seattle, Waszyngton Widzów: 42 774 Sędzia: Chris Penso |
| 21:35 EST          | 34' Marc Burch · 58' Kevin Doyle · 67' Sam Cronin | (1:1) |                 | CenturyLink Field, Seattle, Waszyngton Widzów: 42 774 Sędzia: Chris Penso |

| 227 listopada 2016 | Colorado Rapids | 0:1   | Seattle Sounders  |                                                                                            |
| 16:00 EST          |                 | (0:0) | 56' Jordan Morris | Dick's Sporting Goods Park, Commerce City, Kolorado Widzów: 17 695 Sędzia: Ricardo Salazar |
| 16:00 EST          | Marc Burch 68'  | (0:0) | 14' Román Torres  | Dick's Sporting Goods Park, Commerce City, Kolorado Widzów: 17 695 Sędzia: Ricardo Salazar |

Dwumecz wygrało Seattle Sounders wynikiem 3:1.

### Finał
| 10 grudnia 2016 | Toronto FC                                                                                    | 0:0 k. 4:5                             | Seattle Sounders                                                                                     |                                                      |
| 20:00 EST       |                                                                                               |                                        | | BMO Field, Toronto Widzów: 36 045 Sędzia: Alan Kelly |
| 20:00 EST       | Michael Bradley 90+3'                                                                         | 45+1' Chad Marshall · 72' Joevin Jones | | BMO Field, Toronto Widzów: 36 045 Sędzia: Alan Kelly |
| 20:00 EST       | · Jozy Altidore · Michael Bradley · Benoît Cheyrou · Will Johnson · Drew Moor · Justin Morrow | Rzuty karne                            | · Brad Evans · Andreas Ivanschitz · Álvaro Fernández · Joevin Jones · Nicolás Lodeiro · Román Torres | BMO Field, Toronto Widzów: 36 045 Sędzia: Alan Kelly |